# Return to Vengeance
Return to Vengeance es una película estadounidense del género drama de 2012, dirigida por Chuck Walker, que a su vez la escribió, en la fotografía estuvieron Gary Parker y Nikie Wishnow, los protagonistas son Lorenzo Lamas, Daniel Baldwin y Tammy Barr, entre otros. El filme fue realizado por Vengeance Productions y Walker/Cable Productions; se estrenó el 1 de agosto de 2012.

## Sinopsis
Un enigmático vagabundo cabalga hacia un pueblo chico del sur y le llama la atención un hecho, va a ayudar a una joven que está en problemas, hay una pandilla de homicidas conocida como "The Blades".